# 久保田良作
久保田 良作（くぼた りょうさく、1928年4月17日 - 1997年5月19日）は、東京生まれのヴァイオリン奏者。 

## 経歴
1945年、旧満州国の新京第一中学校を卒業。辻吉之助、鷲見三郎、吉田敏夫、渡邉暁雄に師事。1948年、第17回日本音楽コンクールで第1位。1949年、吉田敏夫（チェロ）、坂本陽子（ピアノ）とジュピタートリオを結成、1975年にはトリオ結成25周年記念演奏会を開いている。皇太子徳仁親王のヴィオラ、ヴァイオリンの教師を務めた。桐朋学園大学教授。

## 門下生
- 伊藤奏子
- 小栗まち絵
- 川崎雅夫
- 加藤知子
- 神谷美千子
- 島田真千子
- 玉井菜採
- 寺神戸亮
- 長沼由里子
- 堀米ゆず子
- 若林暢
- 子安文

## 出演番組
- バイオリンのおけいこ（NHK教育）